# 경기광주휴게소
경기광주휴게소(GWANGJU Service Area)는 경기도 광주시 곤지암읍에 위치한 광주원주고속도로의 휴게소이다. 광주 방향 휴게소의 주소는 경기도 광주시 곤지암믑 만삼로211, 원주 방면은 경기도 광주시 곤지암읍 만삼로 270이다.

## 시설

### 광주 방향
- 주차장
- 화장실
- 식당
- 브랜드매장 : 파스쿠찌
- 정유소: SK에너지
- 현금 자동 입출금기
- 전기차충전소

### 원주 방향
- 주차장
- 화장실
- 식당
- 브랜드매장 : 파스쿠찌
- 정유소: SK에너지
- 충전소: SK에너지
- 현금 자동 입출금기
- 전기차충전소

## 전후
- 동곤지암 나늘목 ← 경기광주휴게소 ← 흥천이포 나들목
- 동곤지암 나늘목 ← 경기광주휴게소 ← 양평휴게소